# 1527 Malmquista
1527 Malmquista este un asteroid din centura principală, descoperit pe 18 octombrie 1939, de Yrjö Väisälä.